# Jane Toppan
Jane Toppan (1857 – 1938), nascida Honora Kelley, foi uma assassina em série estadunidense. Ela confessou 31 assassinatos em 1901. Ela é citada dizendo que sua ambição era "ter matado mais pessoas - pessoas indefesas – do que qualquer homem ou mulher que já havia vivido...".

## Infância
Apesar de escassos registros dos primeiros anos de Toppan, é conhecido que os pais dela  foram imigrantes irlandeses, e sua mãe, Bridget Kelley, morreu de tuberculose quando ela era muito jovem. Seu pai, Peter Kelley, era um bem conhecido alcoólatra tido como excêntrico e apelidado por aqueles que o conheciam como "Kelley the Crack". Nos anos posteriores Kelley se tornaria a fonte de muitos rumores locais sobre sua insanidade, sendo o mais popular que ele havia costurado suas próprias pálpebras fechadas enquanto trabalhava como alfaiate. Todavia, a autenticidade da história é duvidosa.
Em 1863, apenas alguns anos após a morte de sua esposa, Kelley trouxe os seus dois filhos mais jovens, Delia Josephine de oito anos e Honora, de seis anos de idade, para o Boston Female Asylum, um orfanato para meninas carentes fundada em 1799 pela Sra. Hannah Stillman. Kelley entregou a duas meninas para nunca mais vê-las. Documentos do asilo falam que as duas meninas foram "resgatada de uma casa muito miserável."
Não há registros da vida de Delia e Honora durante o seu tempo no orfanato, mas em menos de dois anos, em novembro de 1864, Honora Kelley foi colocada como uma criada na casa da Sra. Ann C. Toppan de Lowell, Massachusetts. Embora nunca tenha sido formalmente adotada pelos Toppans, Honora assumiu o sobrenome de seus benfeitores e eventualmente se tornou conhecida como Jane Toppan.
Delia permaneceu na instituição até 1868, quando foi colocada como criada em Athol, New York com a idade de 12. Mais tarde ela se voltou para prostituição, e morreu como uma alcoólatra indigente.

## Assassinatos
Em 1885, Toppan começou a treinar para ser uma enfermeira no Cambridge Hospital em Cambridge, Massachusetts. Durante a sua residência, ela usou seus pacientes como cobaia em experimentos com morfina e atropina; suas doses prescritas eram alteradas para que ela pudesse ver os danos no sistema nervoso. No entanto, ela passava muito tempo sozinha com esses pacientes, escrevendo receitas médicas falsas para medicá-los  e deixá-los dopados e as vezes até dormindo na cama dos mesmos. Não se sabe se qualquer atividade sexual aconteceu quando os deixava dopados, mas quando foi interrogada ela tinha certo excitamento sexual quando seus pacientes estavam perto da morte. Toppan administrava uma mistura de drogas aos pacientes que ela escolhia como suas vítimas, deitava-se com eles na cama e os abraçava enquanto eles morriam. Isso é muito raro para mulheres serial killers, que matam para ganho material e não para satisfação sexual. Ela acabou por ser recomendada para o prestigioso Massachusetts General Hospital em 1889; lá, ela matou mais vários antes de ser demitida no ano seguinte. Ela voltou brevemente para Cambridge, mas logo foi demitida por prescrição de opiáceos de forma imprudente. Ela então começou uma carreira como enfermeira particular.
Ela começou sua onda de envenenamento em série em 1895, matando seus empregadores. Em 1899, ela matou sua  irmã adotiva Elizabeth com uma dose de estricnina.
Em 1901, Toppan mudou-se com Alden Davis e sua família em Cataumet para cuidar dele após a morte de sua esposa (que Toppan teria assassinado). Dentro de algumas semanas, ela matou Davis e suas duas filhas. Ela voltou para sua cidade natal e começou a cortejar o marido de sua irmã adotiva, matando a irmã dele e o envenenando para depois oferecer seus serviços de enfermeira em sua recuperação. Ela ainda se envenenou para evocar sua simpatia. O estratagema não deu certo, e ele a colocou para fora de sua casa.
Os membros sobreviventes da família Davis ordenaram um exame de toxicologia na filha mais nova Alden Davis. O relatório descobriu que ela tinha sido envenenada, e autoridades locais começaram a investigar Toppan. Em 26 de outubro de 1901, ela foi presa por assassinato.
Em 1902, tinha confessado 11 assassinatos. Em 23 de junho, no Tribunal de Barnstable County, ela foi declarada insana e enviada ao Taunton Insane Hospital. Logo após o julgamento, um dos jornais de William Randolph Hearst, o New York Journal, teria impresso uma suposta confissão de Toppan ao seu advogado onde afirmava ter matado mais de 31 pessoas. Ela permaneceu em Taunton para o resto de sua vida.

## Representações ficcionais
A Toppan se acredita [carece de fontes?] a inspiração para "the Incomparable Bessie Denker", um personagem de William de Março  no romance The Bad Seed,  que Maxwell Anderson transformou em peça de teatro e filme. Como Toppan, Denker era uma envenenadora que começou cometer assassinatos em série em uma idade jovem.
No filme independente American Nightmare, escrito e dirigido por John Keyes, Debbie Rochon retrata uma assassina em série chamada "Jane Toppan", que consegue matar vários personagens durante todo o curso do filme por vários meios. Também no filme ela trabalha como enfermeira. Este personagem foi inspirado por Toppan.
Toppan foi objeto de um dos seis monólogos peça “Murderess” de Anne Bertram, que estreou em St. Paul, Minnesota no Unbound Theatre. Ela foi retratada por Laura Wiebers na sequente “The Truth About Miss Toppan”, dirigido por Mishia Burns Edwards. A peça recebeu muitas críticas positivas.